# Uscana diogenae
Uscana diogenae är en stekelart som först beskrevs av Jean Risbec 1951.  Uscana diogenae ingår i släktet Uscana och familjen hårstrimsteklar. Inga underarter finns listade i Catalogue of Life.